# Орлово гнездо
 Тази статия е за върха в Шипченска планина, България.  За заслона в Троянска планина вижте Орлово гнездо (заслон).  
Орлово гнездо е връх в Шипченска планина в централната част на България с надморска височина 1323 метра. Разположен е в землището на град Шипка, на 190 метра югоизточно от връх Шипка (1329 m), от който го отделя плитка седловина.
Орлово гнездо е известен като място на бойни действия в хода на втората и третата Шипченска битка през лятото на 1877 година, по време на Руско-турска война, когато руската армия разполага на върха предна пехотна позиция, отбраняваща артилерийските части на връх Шипка. Втората битка през август започва с османска фронтална атака срещу Орлово гнездо, която впоследствие се разгръща на по-широк фронт, но не успява да постигне успех. В третата битка през септември с тежки жертви от двете страни османските войски успяват да завземат Орлово гнездо, но няколко часа по-късно са отблъснати оттам, което слага край на активните им опити да пробият руската отбрана в Шипченския проход.
Днес на Орлово гнездо е поставен паметник на загиналите български опълченци във вид на метален кръст.